# Chypre aux Jeux olympiques d'hiver de 2002
Cet article contient des informations sur la participation et les résultats de Chypre aux Jeux olympiques d'hiver de 2002 à Salt Lake City aux États-Unis. Chypre  était représenté par un seul athlète.

## Participants
- Theodoros Christodoulou